# Rise de Vancouver
Le Rise de Vancouver, officiellement Vancouver Rise Football Club et abrégé en Vancouver Rise FC, est une franchise féminine de soccer canadienne basée à Vancouver et évoluant en Super Ligue du Nord.

## Histoire
La franchise, fondée en 2022, est détenue par les mêmes actionnaires que les Vancouver Whitecaps, et se base sur son académie. C'est une des franchises fondatrices de la Super Ligue du Nord.
En août 2024, le club dévoile son nom, "Vancouver Rise FC", et son identité visuelle.
L'ancienne internationale canadienne Stephanie Labbé est nommée directrice générale, tandis que son ancienne coéquipière en sélection Christine Sinclair, passée par les Whitecaps, devient actionnaire minoritaire.
En novembre 2024, le club nomme au poste d'entraîneure l'ancienne internationale danoise Anja Heiner-Møller (de), qui avait entraîné la Whitecaps Academy de 2018 à 2020.
Pour former son équipe, le Rise recrute notamment l'internationale canadienne Quinn, qui jouait de l'autre côté de la frontière au Reign de Seattle, et son ancienne coéquipière dans la franchise de NWSL Nikki Stanton.
Lors du tout premier match de l'histoire de la SLN, le Rise affronte le Wild de Calgary. Quinn inscrit le premier but pour Vancouver, qui s'impose sur la plus petite des marges (1-0).